# William Bertram Turrill
William Bertram Turrill Mitglied Royal Society, OBE (* 14. Juni 1890 in Woodstock, Oxfordshire; † 15. Dezember 1961 in Surrey) war ein englischer Botaniker. Sein botanisches Autorenkürzel lautet „Turrill“.

## Leben

Turrills mathematische Klassifikation von Blattformen

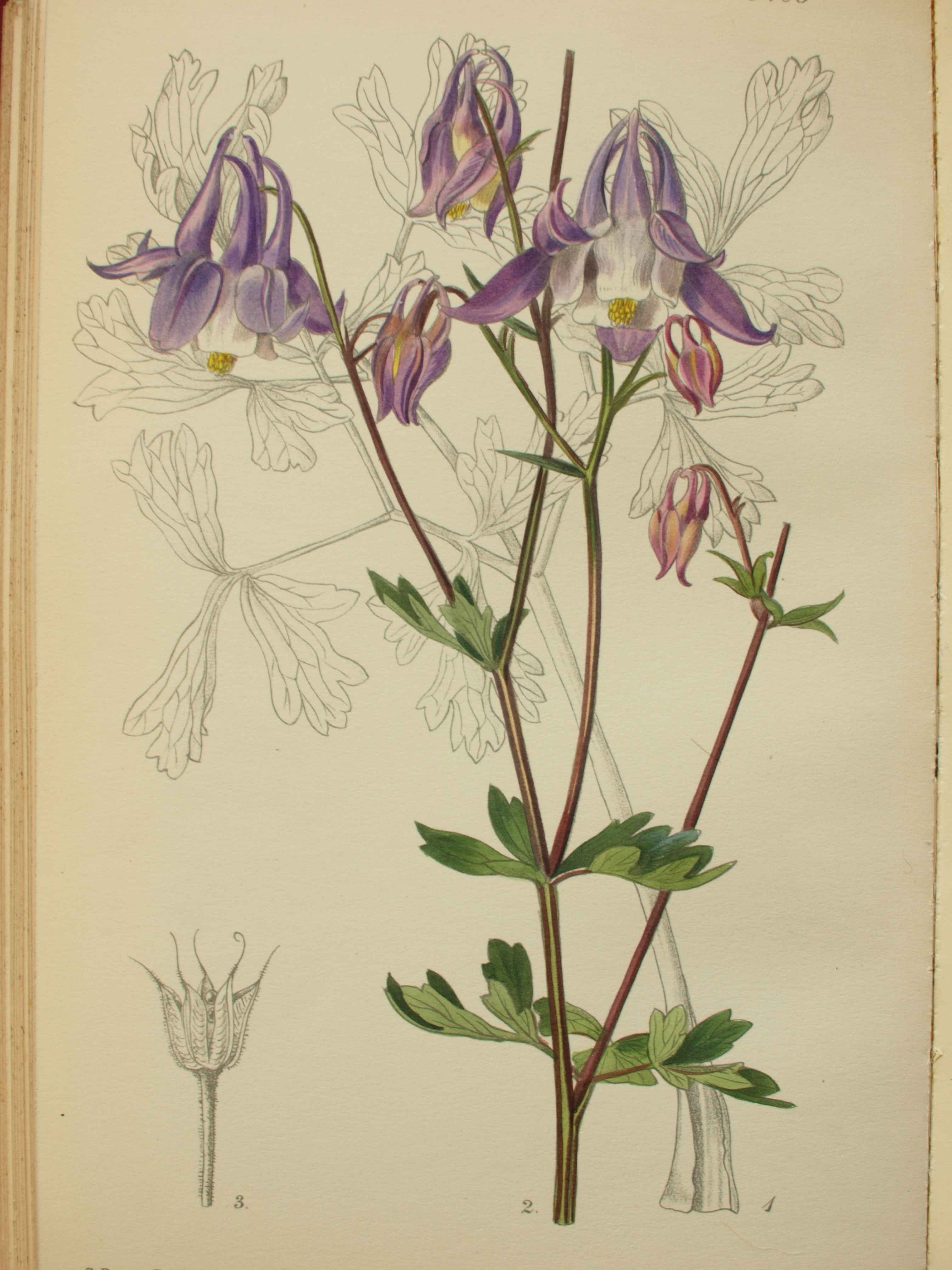
Illustration der im Royal Botanical Garden von William Bertram Turrill 1929 aus in Jugoslawien gesammelten Samen vermehrten und vormals zu Aquilegia grata gestellten Aquilegia nikolicii. Curtis’s Magazine, 1935, Tafel 9405

Er wurde in Woodstock, Oxfordshire als Kind von William Banbury und Thirza Mary (geborene Homan) geboren. Turrill besuchte bis 1903 die Woodstock National School. 1903 bis 1906 besuchte er die Oxford High School (heute die City of Oxford High School). 1906–1908 war Turrill als Junior-Assistent am Fielding Herbarium in der Universität von Oxford beschäftigt. Am 1. Januar 1909 bekam Turrill ein vorläufige Stelle als Technischer Assistent am Herbarium im Royal Botanic Gardens Kew. Damit begann Turrills 49 Jahre währende Verbundenheit zu Kew, die mit Unterbrechung während seiner Abkommandierung im Medizinischen Korps (Royal Army Medical Corps) der Saloniki-Front 1916–1918, bis zum 30. September 1957 andauerte. 1915 wurde seine Assistenten Stelle in eine feste Anstellung umgewandelt, 1946 blieb Turrill bis zur Pensionierung Kustos des Herbariums und der Bibliothek von Kew.
Turrills Hauptwerk, sein Opus Magnum blieb die The Plant-Life of the Balkan peninsula die von der Claridon Press in Oxford 1929 herausgebracht wurde. Damit hatte sich Turrill zum führenden Kenner der Balkanflora ausgewiesen. Neben seinen wissenschaftlichen Arbeiten zur Flora war er auch ein leidenschaftlicher Gärtner. Seit 1912 arbeitete er am renommierten Curtis’s Botanical Magazine, dessen redaktionelle Leitung er 1948 übernahm. Auf seiner Arbeit im Botanical Magazine beruhen Zwei seiner Auszeichnungen, die Veitch Memorial Medal (1953) und die Victoria Medal of Honour (1956). Das Heft 173 war gänzlich Turrill gewidmet.
Während des Zweiten Weltkrieges wurde Turrill die Leitung des Herbars und der Bibliothek von Kew übertragen und dieses selbst in die New Bodleian Library nach Oxford in Sicherheit verbracht.

## Hauptwerk zur Balkanflora
Während des Ersten Weltkrieges war Turrill ab 1916 im Orientkorps der Englischen Armee an der Saloniki-Front stationiert, wodurch er sich ein fundiertes Wissen zur Flora Südosteuropas aneignen konnte. Auch nach Ende des Ersten Weltkrieges kehrte Turrill noch dreimal zum Balkan zurück. Aufgrund dieser Kenntnisse konnte er ein wesentliches Werk zur Vegetation des Balkans liefern. Turrills The Plant-Life of the Balkan peninsula ist insbesondere den Fragen der Biodiversität und Endemismus in der Flora der südosteuropäischen Vegetation verpflichtet und war mit den von Turrill erarbeiteten statistischen Neuerungen in der Ökosystemforschung auch das erste moderne Florenwerk zur Biodiversität des Balkans. Turrills Werk ergänzte damit die zwei deskriptiven Bände der Vegetation des Balkans von Lujo Adamović und Günther Beck von Mannagetta und Lerchenau in der von Engler und Drude herausgegebenen Vegetation der Erde um den Bereich der analytischen Ökosystem-Forschung auch das erste moderne Florenwerk zu deren Biodiversität. Turrills Werk ergänzte damit die zwei deskriptiven Bände zur Vegetation des Balkans von Lujo Adamović (Die Vegetation der Balkanländer, 1909) und Günther Beck von Mannagetta und Lerchenau (Die Vegetationsverhältnisse der illyrischen Länder, 1901) in der von Engler und Drude herausgegebenen Vegetation der Erde (1896–1928) um Bereiche der analytischen ökologischen Forschung, und bildete mit August von Hayeks detaillierter Studie zum Floreninventar der Balkanhalbinsel im Prodroums Florae Peninsulae Balcanicae (1924–1933) ein wesentliches Rückgrat aller modernen regionalen Florenwerke.
Nach Angaben Turrills sind auf der Balkanhalbinsel 6570 Arten höherer Pflanzen verbreitet, von denen 1754 (27 %) endemisch sind.
Der Leistung Turrills verpflichtend, wurde der fünfte Balkan Botanical Congress 2009 in anbedacht des achtzigjährigen Jubiläums von „The Plant Life of the Balkan Peninsula“ abgehalten.

## Auszeichnungen
Turrill erhielt 1955 den Order of the British Empire sowie 1958 die Goldmedaille der Linnean Society. Im Jahr 1958 wurde er auch Mitglied der Royal Society auch aufgrund seiner exzeptionellen Kenntnis der Flora des Nahen Ostens. Nach Turrill benannt ist die Pflanzengattung Turrillia A.C.Sm. aus der Familie der Silberbaumgewächse (Proteaceae).

## Familie
Turrill war mit Florence Homan seit 1918 verheiratet.

## Schriften
- 1929. The Plant-life of the Balkan Peninsula.
- 1980. Studies in the genus Fritillaria (Liliaceae) (Hooker’s Icones plantarum). Ed. Bentham-Moxon Trust. 280 pp.
- 1948. British plant life. Ed. Collins. 315 pp. Neuauflage 2008, 336 pp. ISBN 0-00-727856-X.
- 1964. Vistas in botany: recent researches in plant taxonomy (International series of monographs on pure and applied biology). Ed. Pergamon Press. 314 pp.
- 1963. Joseph Dalton Hooker: Botanist, explorer, & administrator. Ed. Scientific Book Club. 228 pp.
- 1959. The Royal Botanic Gardens, Kew, past & present. Ed. Jenkins. 256 pp.
- 1959. Vistas in Botany: Twenty Arts. & Reviews v. 1. Ed. Elsevier. 547 pp.
- 1956. Caryophyllaceae (Flora of tropical East Africa). Ed. Secr. State for the Colonies × the Crown Agents for Oversea Gov. 38 pp.
- 1953. Pioneer plant geography: The phytogeographical researches of Sir Joseph Dalton Hooker (Lotsya, a biological miscellany). Ed. Nijhoff. 267 pp.
- 1952.  Oleaceae (Flora of tropical East Africa). Ed. Secr. State for the Colonies × the Crown Agents for Oversea Gov. 32 pp.